# Vaseline-cetomacrogolcrème
Vaseline-cetomacrogolcrème (cremor vaselini cetomacrogolis) is een neutrale vettige crème, waaraan geen werkzame geneesmiddelen zijn toegevoegd. Het is een voorbeeld van een "emolliens". Het wordt gebruikt om schilfering, droogheid en jeuk van de huid tegen te gaan. Het kan bijvoorbeeld worden voorgeschreven bij vormen van eczeem en droge huid.
Er zijn standaardrecepten om bijvoorbeeld triamcinolon of dimethylsulfoxide aan vaseline-cetomacrogolcrème toe te voegen.
Samenstelling (volgens het Formularium Nederlandse Apothekers): 
- 40 gram water
- 10 gram propyleenglycol
- 15 gram cetomacrogolwas
- 12,5 gram paraffine
- 22,5 gram vaseline